# Lijst van oorlogsmonumenten in Heiloo
De Nederlandse gemeente Heiloo heeft 3 oorlogsmonumenten. Hieronder een overzicht.
| Nr.  | Object           | Herdachte groep                                                              | Ontwerper            | Onthulling                        | Type            | Locatie                           | Plaats | Coördinaten                   | Foto              |
| ---- | ---------------- | ---------------------------------------------------------------------------- | -------------------- | --------------------------------- | --------------- | --------------------------------- | ------ | ----------------------------- | ----------------- |
| 1816 | Het Groentje     | verzet Nederland                                                             | Firma Jaap Groenland | 6 augustus 1945, 25 februari 1994 | zuil            | Nicolaas Beetsweg bij 94, 1851 BJ | Heiloo | 52° 36' 17" NB, 4° 42' 51" OL | Meer afbeeldingen |
| 1820 | De man van Vught | algemeen, militairen in dienst van het Ned. Kon. 1940-1945, verzet Nederland | Willem Reijers       | 4 mei 1973                        | beeld/sculptuur | Maas Geesteranusweg, 1851 BN      | Heiloo | 52° 36' 12" NB, 4° 42' 54" OL | Meer afbeeldingen |
|      | Stolpersteine    | vervolgden Nederland                                                         | Gunter Demnig        |                                   | reliëf          | Zie Stolpersteine in Heiloo       | Heiloo |                               |                   |

Aalsmeer ·
Alkmaar ·
Amstelveen ·
Amsterdam ·
Bergen ·
Beverwijk ·
Blaricum ·
Bloemendaal ·
Castricum ·
Den Helder ·
Diemen ·
Dijk en Waard ·
Drechterland ·
Edam-Volendam ·
Enkhuizen ·
Gooise Meren ·
Haarlem ·
Haarlemmermeer ·
Heemskerk ·
Heemstede ·
Heiloo ·
Hilversum ·
Hollands Kroon ·
Hoorn ·
Huizen ·
Koggenland ·
Landsmeer ·
Laren ·
Medemblik ·
Oostzaan ·
Opmeer ·
Ouder-Amstel ·
Purmerend ·
Schagen ·
Stede Broec ·
Texel ·
Uitgeest ·
Uithoorn ·
Velsen ·
Waterland ·
Weesp ·
Wijdemeren ·
Wormerland ·
Zaanstad ·
Zandvoort